# 長春包囲戦
長春包囲戦（ちょうしゅんほういせん、中国語: 長春圍困戰）とは、中華民国国軍によって守られた長春に対して中国人民解放軍によって行われた包囲作戦である。1948年5月23日から10月19日までの150日間続いた。長春包囲戦は遼瀋戦役の一部であり、同戦役において最も長い戦いとなった。

## 背景
日中戦争の終結直後、中国国民党と中国共産党の間で国共内戦が再開された。満州はその支配をめぐる争いの焦点となった。特に長春は吉林省の省都であり、かつての満洲国の首都（新京）であり、日中戦争時には日本の関東軍の司令部が置かれていたため、戦略的に重要であった。日本軍の占領下、「理想的な近代都市」として開発された。
日中戦争終結後、ソビエト連邦が侵攻し、満洲を支配した。ソ連撤退後、国民党、中国共産党ともに勢力圏を拡大するため東北方面への進出を開始した。国民政府は、東北での作戦の初期に共産党に対して勝利を重ね、1946年5月23日までに長春の支配権を取り戻した。しかし、6月6日に蔣介石が中国共産党と停戦を宣言すると、国民党の勢いは止まった。この停戦により、中国共産党は損失を挽回することができた。1948年3月中旬までに、中国共産党軍は東北の大部分を占領し、国民党軍を瀋陽、長春、錦州などの都市に孤立させることに成功した。

## 計画
1947年の冬季攻勢において、林彪は東北の国民党軍に対する総攻撃のために、最初に攻撃する3つの選択肢を提示された。その3つの選択肢とは、長春、瀋陽、錦州であった。中国共産党の他の幹部と議論した後、長春が最初の目標に選ばれた。1948年3月、四平市が四平戦役の結果共産軍に攻略され、共産軍が長春に向かって進軍する道が開かれた。長春は都市防衛網が整備されていたため、東北野戦軍の包囲は林彪が自ら何度も中止を命じた。林彪は兵站に関して完璧主義者であったため、共産軍を長春と瀋陽の国民党防衛軍に集中させ、この作戦が足止めとなり東北地方の共産軍の作戦全体に悪影響を及ぼすことを懸念していた。

## 経過
長春の国民党守備軍は第60軍と新第7軍からなり、1947年の冬から士気が低下していた。1948年5月23日から、林彪指揮下の東北野戦軍は長春郊外に到達し、長春の包囲を開始した。その後、長春は東北地方の他の国民党支配地域から切り離された。最も近い国民党軍は范漢傑率いる第6軍で、錦州にいた。 長春への物資の空輸を防ぐため、包囲指揮官蕭勁光は大房身空港を占領、滑走路を爆破し、空港を厳重に防衛した。国民党政府は物資の空輸を試みたが、共産軍の対空兵力が増強されていたため、限られた範囲でしか成功しなかった。この封鎖は150日間続き、その過程で多くの民間人が死亡した。
長春市内では、食糧配給がますます厳しくなり、第60軍は新第7軍が物資の空輸をめぐって優遇されているとして非難し、対立が起こった。共産軍はこの状況を利用して国民党軍兵士の共産軍側への離反を促し、9月中旬までに1万3700人の国民党軍兵士が離反した。10月14日に錦州の戦いで共産軍が勝利すると、長春の包囲は急速に激化した。10月16日、第60軍は正式に共産軍に寝返り、市内に位置する新第7軍を攻撃し始めた。鄭洞国は降伏を渋ったが、新第7軍の将校たちはすでに共産軍と合意に達しており、結局新第7軍は10月20日に武器を置いた。

## 影響
国民党政府にとって、長春の陥落は国民党がもはや東北を保持できないことを明らかにした。瀋陽と東北の他の地域は共産軍によってすぐに攻略された。共産軍が東北地方の作戦で採用した包囲戦は大きな成功を収め、国民党軍のかなりの数を減らし、パワーバランスを変化させた。
民間人の死者の数は約15万から20万人と推定されている。共産軍は国民党軍の食糧を消耗させるために民間人が都市から離れることを防ぎ、結果として「数万人が飢え死にする」ことになった。共産軍は8月上旬まで民間人難民の退去を阻止し続けた。結局、約15万人の難民が長春を離れることに成功したが、共産軍が意図的に民間人を飢えさせたという主張に対抗するため、その一部は工作員として再び長春に送り込まれた。長春は国民党にも中国共産党にも政治的なつながりがないことが、民間人の扱いが悪かった理由の一つであるとされている。
ハロルド・M・タナー（北テキサス大学歴史学部教授）によれば、長春包囲による民間人の犠牲者の多さは、中国共産党の正当性に「影を落としている」という。民間人の犠牲者については、1989年に張正隆（元人民解放軍軍人）の『雪白血紅 中国革命闘争報告文学叢書遼瀋戦役巻』という本が発表されるまで、中国の一般市民には広く知られていなかったが、その後中国政府によって検閲され、著者は逮捕、本は発禁となった。
日本では、長春包囲戦の飢餓地獄を自ら経験し、その惨劇を目撃した遠藤誉が、その実体験に基づいた短編ドキュメンタリー『不条理のかなた』を1983年に発表し、翌年、同作の長編作品『卡子』（チャーズ＝Qiǎzi＝検問所の意味）を出版した。同書は、2022年に『もうひとつのジェノサイド　長春の惨劇「チャーズ」』として復刊された。
2017年春には、中国の民主活動家・杜斌によって、両陣営の記録資料や体験者の回顧録、生存者へのインタビューなどをもとに時系列にまとめた『長春餓殍戰：中國國共內戰最慘烈的圍困1947.11.4 ～ 1948.10.19』（長春餓え死に戦　中国国共内戦の最も惨烈な包囲戦）が台湾で出版された。著者はその後逮捕され、音信不通となった。
同年末、中国共産党の中国人民出版社が『囲困長春』を出版、大量餓死者の原因は国民党政府側にあると主張した。